# 써빙프렌즈
써빙프렌즈인터내셔널(Serving Friends International)은 질병과 굶주림에 시달리는 사람들을 긴급구호, 구제, 지역개발을 통해 돕는 사단법인 민간구호 개발단체이다. 2005년 법인 설립 후 인도네시아 쓰나미, 파키스탄 지진, 미얀마 싸이클론 현장 등지에서 긴급구호를 실시하였으며 월드비전, 굿네이버스 등과 함께 한국해외원조단체협의회의 회원단체로 활동하고 있다.